# Форсса

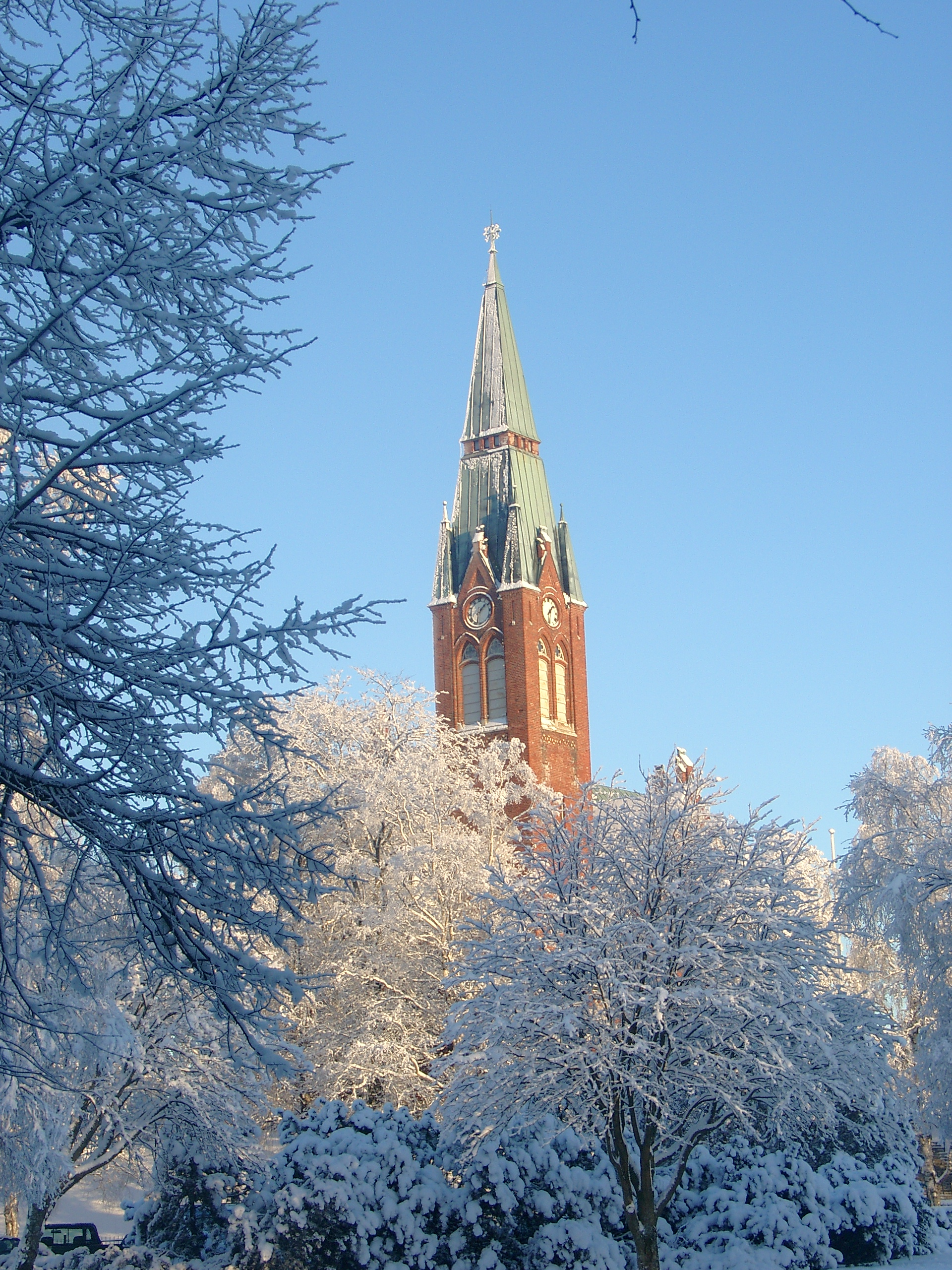
Церква Форсса

Форсса (фін. Forssa) — промислове місто на південному заході Фінляндії, розташоване в провінції Канта-Гяме.
Населення — 17 575 осіб  (2014), площа — 253,39 км², водяне дзеркало — 4,61 км², щільність населення — 70,64 осіб/км².

## Історія
Засноване в 1846 р, коли уродженець Швеції Аксель Вільгельм Варен на березі річки Лоймійокі заснував бавовняну фабрику.
Селище міського типу Форсса було засноване в 1923, а в 1964 отримало статус міста.

## Відомі люди
- HB — християнський метал-гурт.